# Sunset Park (Brooklyn)

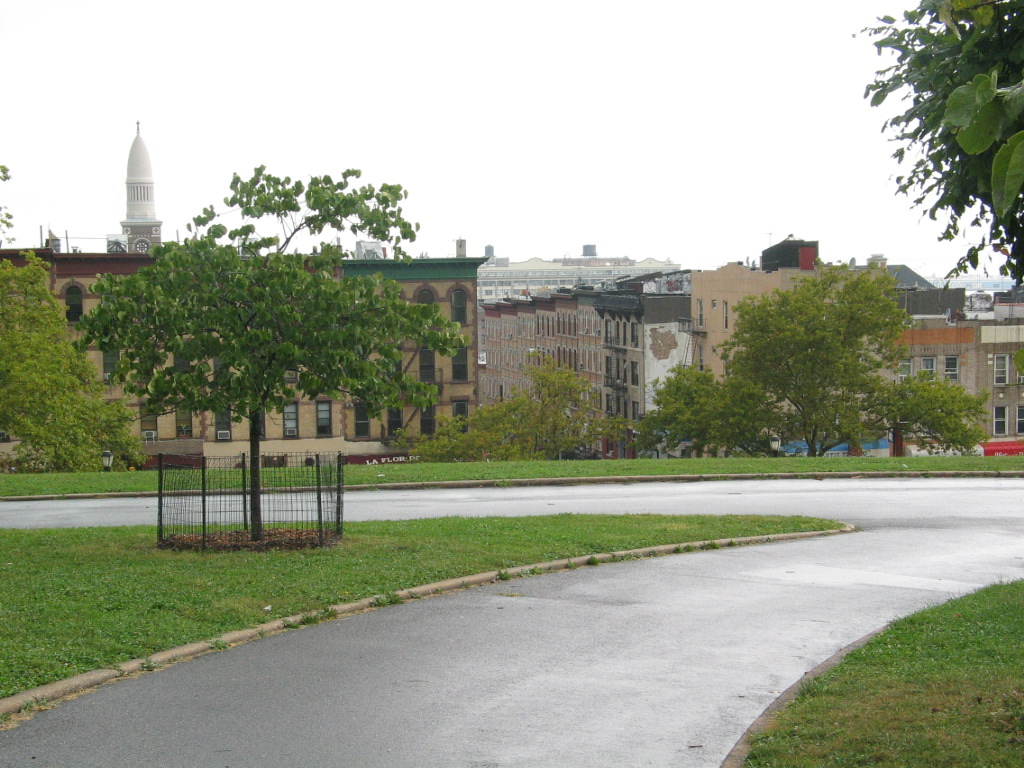
Sunset Park

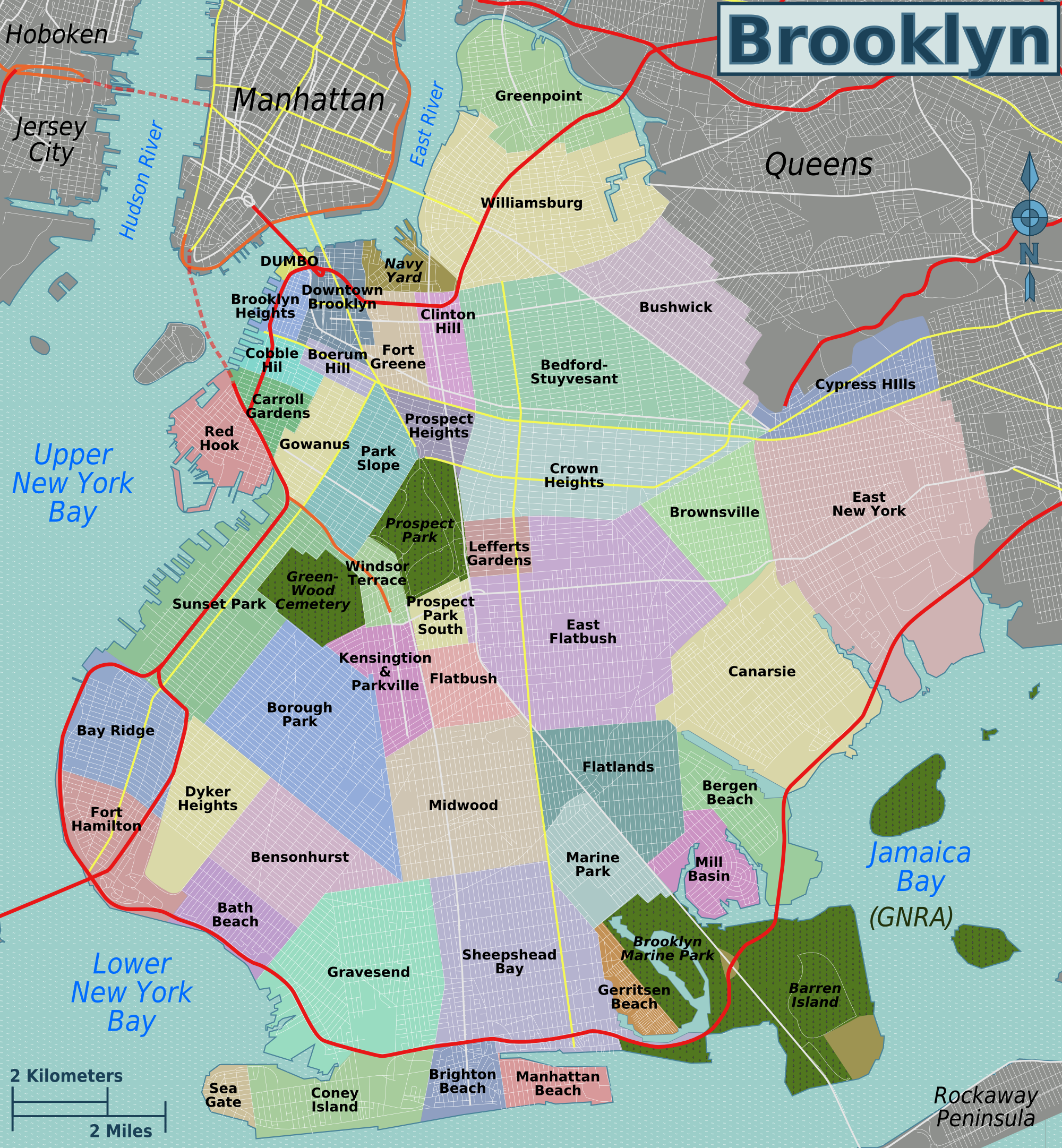
Kaart van Brooklyn die de locatie van Sunset Park aan de Upper New York Bay toont

Sunset Park  is een buurt in West-Brooklyn, New York, aan de Upper New York Bay.

## Geschiedenis
De buurt kent een lange geschiedenis van migranten als inwoners. De bewoners van Sunset Park in de 19e eeuw waren voornamelijk Polen, Ieren, Noren en Finnen. Tot de jaren tachtig van de 20e eeuw bestond het merendeel van de bewoners uit mensen van Noorse afkomst.
Daarna kwam de witte vlucht. De buurt kreeg veel latino's als nieuwe bewoners. In 1990 vormden zij al de helft van de buurtbevolking.
Sinds 1974 wonen er ook veel christelijke Indiërs die vanuit Gujarat kwamen.

## Chinatown
Sinds de jaren tachtig van de 20e eeuw kent de buurt ook een aanzienlijke populatie van Chinezen. Zij hebben vooral in de straat Eighth Avenue van 42nd tot 68th Street winkels, boeddhistische tempels, Chinese bakkerijen, Chinese supermarkten en Chinese restaurants. Zo is er een Chinese buurt ontstaan die bekendstaat onder de naam Brooklyn Chinatown. De eerste groepen Chinezen spraken voornamelijk Kantonese dialecten, tegenwoordig komen de meeste Chinese migranten oorspronkelijk uit Fuzhou, waardoor de Kantonese dialecten minder gebruikt worden dan Fuzhouhua en Mandarijn. 29% van de inwoners is Aziatisch, voornamelijk Chinezen.

## Chinese tempels
- Gate of the South Heaven Temple
- American Fujian Taoist United Association
- Jiu Hua Zen Temple Inc Of NY